# ینی ریسودس
ینی ریسودس (انگلیسی: Jenny Rissveds؛ زادهٔ ۶ ژوئن ۱۹۹۴) دوچرخه‌سوار اهل سوئد است.
وی در مسابقات کشوری و بین‌المللی در مجموع برندهٔ ۴ مدال طلا، ۲ مدال نقره، ۱ مدال برنز شده‌است.
او همچنین در بازی‌های المپیک تابستانی ۲۰۲۴ موفق به کسب مدال برنز در رشته دوچرخه‌سواری بخش کراس کانتری زنان شده است.